# Günther Förg

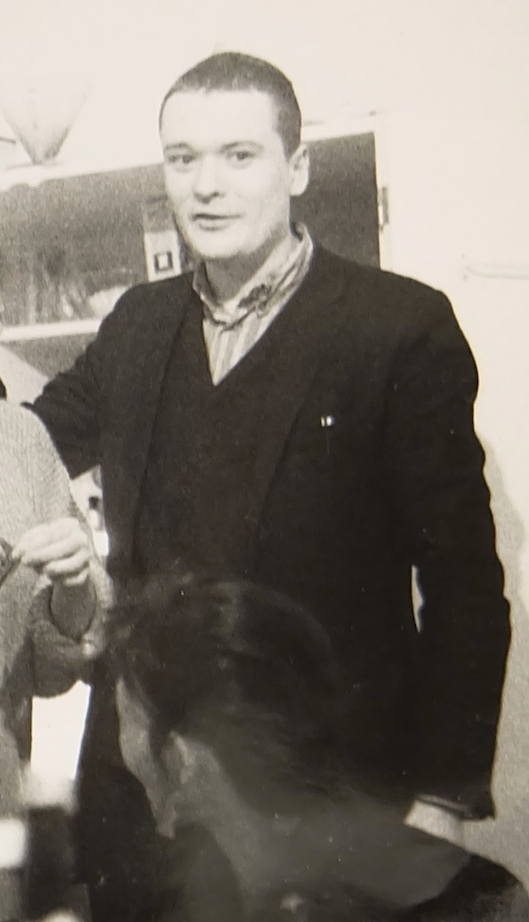
Günther Förg in 1984

Günther Förg (Füssen im Allgäu, 5 december 1952 – Freiburg im Breisgau, 5 december 2013) was een Duitse schilder, beeldhouwer en fotograaf.

## Leven en werk
Förg studeerde van 1973 tot 1979 bij Karl Fred Dahme aan de Akademie der Bildenden Künste München in München. Zijn eerste solo-expositie vond plaats in 1980 bij de Münchener galerie van Rüdiger Schöttle. Hij nam in 1984 deel aan de tentoonstelling von hier aus – Zwei Monate neue deutsche Kunst in Düsseldorf. In 1992 werd Förg uitgenodigd voor documenta IX in Kassel. Van 1992 tot 1999 doceerde hij aan de Staatliche Hochschule für Gestaltung Karlsruhe in Karlsruhe. In 1996 werd hem de Wolfgang-Hahn-Preis toegekend. Vanaf 1999 tot aan zijn dood in 2013 was hij hoogleraar aan de Akademie der Bildenden Künste München.
De stijl van werken van Förg wordt gerekend tot het Amerikaanse Abstract Painting. Door zijn combineren van schilder- en beeldhouwkunst met fotografie creëerde hij complexe constructies/installaties. Zijn werk is in vele collecties vertegenwoordigd.
Günther Förg leefde en werkte in Areuse (Zwitserse kanton Neuchâtel) en Freiburg im Breisgau (Duitse deelstaat Baden-Württemberg).

## Fotogalerij

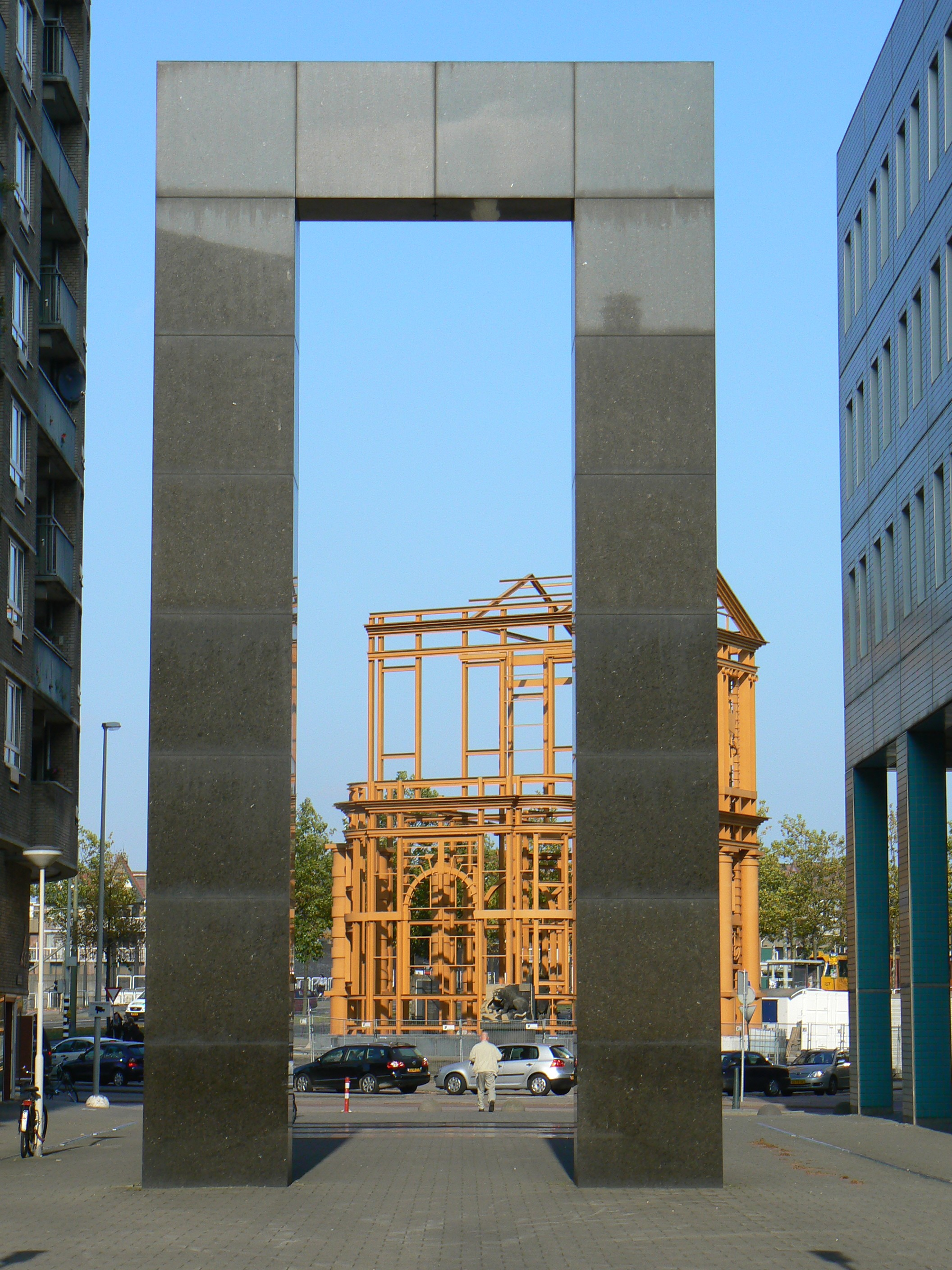
Tor (1994), Doelstraat in Rotterdam
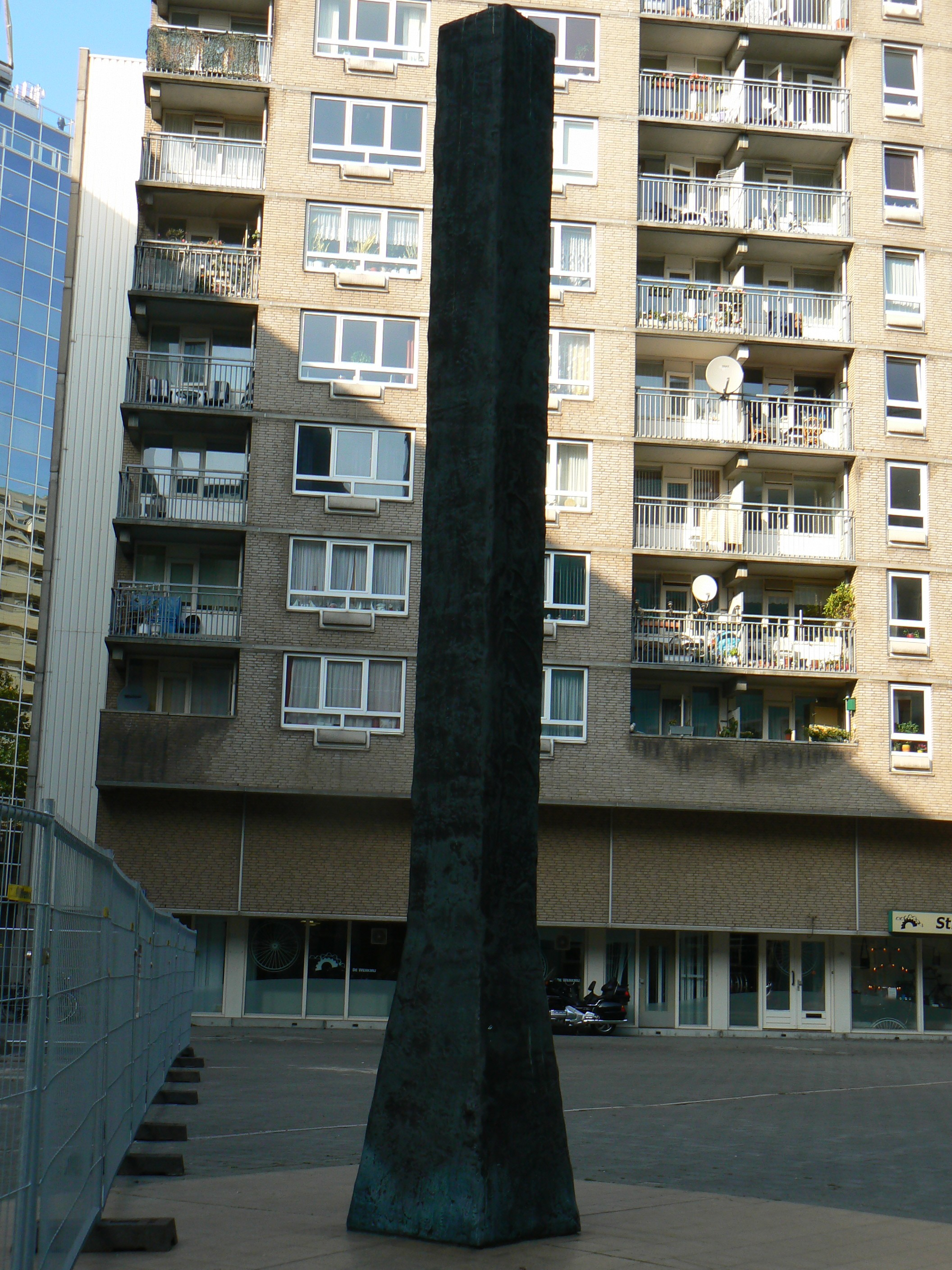
Stele (1994), Rotterdam
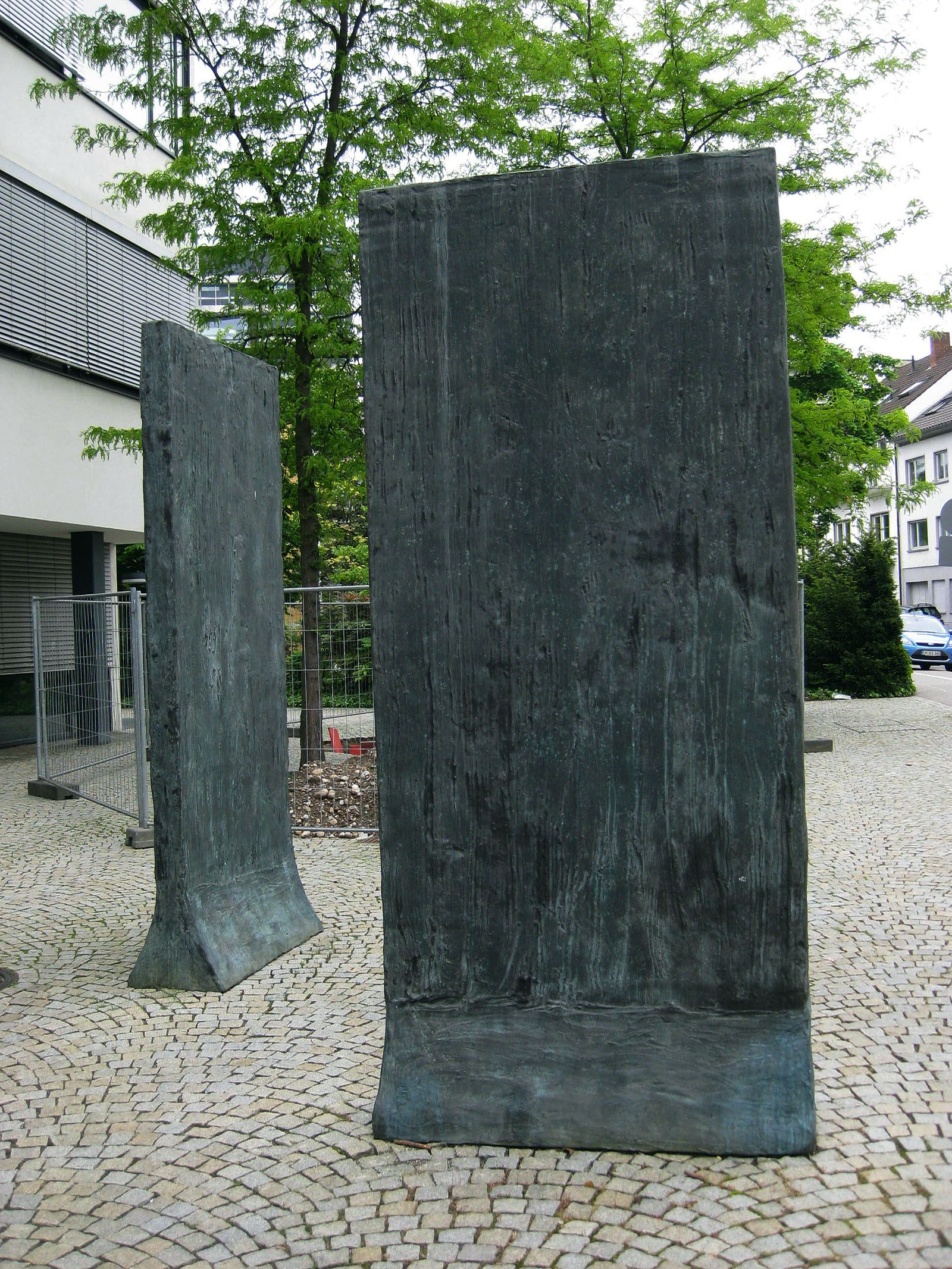
Ohne Titel (2000). Freiburg im Breisgau